# Rynbende
Rynbende was een jeneverstokerij te Schiedam, die als zelfstandig bedrijf bestaan heeft van 1793 tot 1970, waarna het door Henkes werd overgenomen.

## Geschiedenis
Het bedrijf werd gesticht door Simon Rijnbende (28 maart 1777- 14 november 1853). Simon was zoon van de kapitein van het schip "De Oranje Zaal", Jan Rijnbende. Hij maakte in 1786 met zijn vader een aantal zeereizen, waarbij onder meer tegen piraten werd gevochten. In 1789 vestigde hij zich aan wal om in 1793 een eigen destilleerderij te beginnen aan Het Groeneweegje te Schiedam. Simon stichtte in 1797 met handelspartner Pieter de Graaff de handelsfirma Rijnbende & Comp. De samenwerking begon succesvol, maar later kwamen er ernstige financiële moeilijkheden die overigens de gehele jeneverindustrie troffen.
Het bedrijf overleefde de crisis en in 1834 werd de ondernemingsvorm veranderd in Simon Rijnbende en Zonen om de toekomst van de distilleerderij veilig te stellen. Bijna honderd jaar later, in 1922, werd Rynbende verkocht aan de Koninklijke Nederlandsche Gist- en Spiritusfabriek. De destilleerderijen hiervan werden in 1970 samengevoegd met die van de Zuid-Nederlandsche Melasse-Spiritusfabriek, waartoe onder andere Henkes behoorde, en aldus ontstond Henkes Verenigde Distilleerderijen (HVD). Dit bedrijf voerde het merk Rynbende nog enige tijd, maar kwam in 1986 in handen van Bols. Deze firma bracht nog een aantal flessen onder het etiket "Rynbende" in de handel, maar stopte er uiteindelijk mee. Vanaf 1998 werd het merk opnieuw uitgebracht, in een tiental verschillende smaken, door de Nederlandse slijterijketen Mitra.

## Rynbende - Blijmoedig Maandblad
Van 1928 tot eind jaren zestig (met een onderbreking tijdens de oorlogsjaren) gaf Rynbende een tijdschrift uit ter promotie van hun waren. Een groot aantal destijds bekende schrijvers schreven bijdragen voor dit blad. Enige eis aan deze auteurs was, dat er drank in de verhalen voor moest komen. Het tijdschrift stond onder redactie van Herman de Man (schrijver) en werd typografisch vormgegeven door S.H. de Roos. Na de oorlog voerde Simon Carmiggelt jarenlang de redactie. Tussen 1928 en 1935 publiceerden onder meer de volgende letterkundigen in Rynbende's Blijmoedig Maandblad: A. den Doolaard, Jan Campert, Albert Helman, Albert Kuyle, Anton van Duinkerken, H. Marsman,  P.H. Ritter jr., Stijn Streuvels, J. Slauerhoff en Herman Salomonson (onder het pseudoniem "Melis Stoke").

## Trivia
Een bekende slogan van de firma was: Rynbende heit de klok.